# L-triptofan—piruvat aminotransferaza
-triptofan—piruvat aminotransferaza (EC 2.6.1.99, TAA1 (gen), vt2 (gen)) je enzim sa sistematskim imenom L-triptofan:piruvat aminotransferaza. Ovaj enzim katalizuje sledeću hemijsku reakciju
-triptofan + piruvat {\displaystyle \rightleftharpoons } indol-3-piruvat + L-alanin
Ovaj biljni enzim, zajedno sa EC 1.14.13.168, indol-3-piruvat monooksigenazom, je je odgovoran za biosintezu biljnog hormona indol-3-acetata iz L-triptofana.

## Literatura
- Nicholas C. Price; Lewis Stevens (1999). Fundamentals of Enzymology: The Cell and Molecular Biology of Catalytic Proteins (Third изд.). USA: Oxford University Press. ISBN 019850229X.
- Eric J. Toone (2006). Advances in Enzymology and Related Areas of Molecular Biology, Protein Evolution (Volume 75 изд.). Wiley-Interscience. ISBN 0471205036.
- Branden C; Tooze J. Introduction to Protein Structure. New York, NY: Garland Publishing. ISBN 0-8153-2305-0.
- Irwin H. Segel. Enzyme Kinetics: Behavior and Analysis of Rapid Equilibrium and Steady-State Enzyme Systems (Book 44 изд.). Wiley Classics Library. ISBN 0471303097.

## Spoljašnje veze
- L-tryptophan---pyruvate+aminotransferase на 